# Pomme C (chanson)
Pomme C est une chanson de Calogero parue sur l'album éponyme. La chanson est écrite par Zazie et composée par Calogero avec son frère Gioacchino Maurici.
La mélodie du refrain est inspirée de celle de Village Green des Kinks parue sur leur album The Kinks Are the Village Green Preservation Society en 1968.[réf. nécessaire]

## Classements
| Classement                              | Meilleure position |
| --------------------------------------- | ------------------ |
| Belgique (Wallonie Ultratop 50 Singles) | 22                 |